# Indol-3-buterna kiselina
Indol-3-buterna kiselina (1H-Indol-3-butanoinska kiselina, IBA) je bela ili bledo žuta kristalna materija, sa molekulskom formulom . Ona se topi na 125 °C pri atmosferskom pritisku i razlaže se pre ključanja. IBA je biljni hormon iz auksinske familije i sastojak mnogih poljoprivrednih prozvoda za ožiljavanje biljaka.
Ovo jedinjenje je izolovano iz lišća i semena kukuruza i drugih vrsta. Ono se isto tako može ekstrahovati iz roda biljaka Salix (Vrba).